# Liste des Premiers ministres d'Élisabeth II

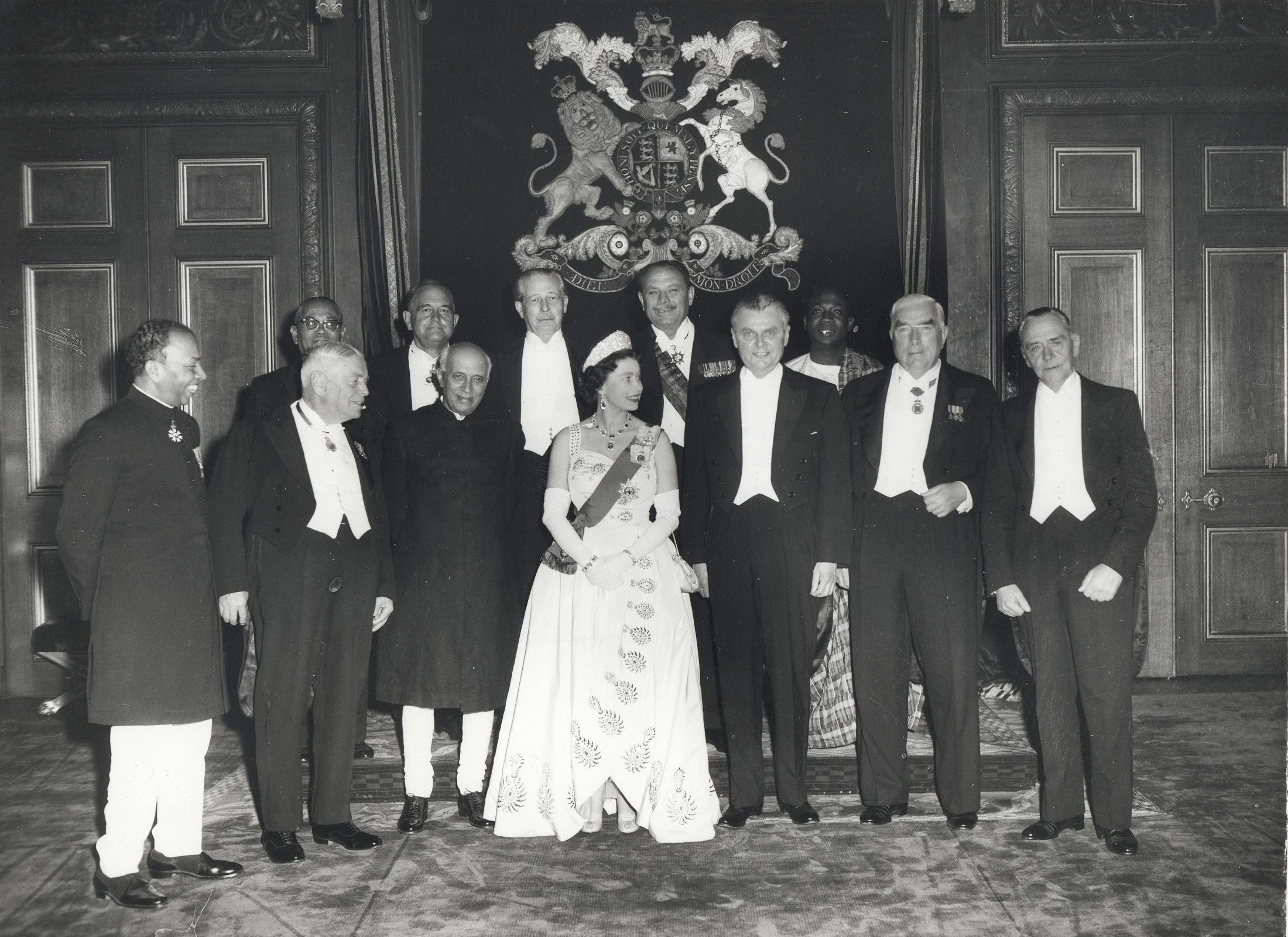
Élisabeth II et ses Premiers ministres lors du sommet du Commonwealth en 1960.

La reine Élisabeth II a été le chef d'État de 32 royaumes du Commonwealth différents entre 1952 et 2022, réduits au nombre de 15 à la fin de son règne. La reine a eu 15 Premiers ministres britanniques différents (16 au total), soit cinq de plus que la reine Victoria, et a égalé le 24 juillet 2019 le record de George III. Elle a également eu 16 Premiers ministres néo-zélandais, 16 Premiers ministres australiens et 12 Premiers ministres canadiens.
Au total, Élisabeth II a eu plus de 170 Premiers ministres différents durant son règne, sa première nomination étant celle de Dudley Senanayake en tant que Premier ministre de Ceylan en mars 1952, et sa dernière étant celle de Liz Truss, qu'elle a nommée au poste de Premier ministre du Royaume-Uni seulement deux jours avant sa mort.
Cette liste ne recense pas les Premiers ministres des États membres du Commonwealth qui ne sont pas des royaumes du Commonwealth. Les Premiers ministres des Îles Cook et de Niue, nations associées à la Nouvelle-Zélande durant le règne d'Élisabeth II, sont listés dans la deuxième partie. Les cas particuliers de la Rhodésie (État non reconnu de 1965 à 1970) et de la Grenade (État communiste de 1979 à 1983) font l'objet d'une section distincte.

## Premiers ministres des royaumes du Commonwealth
Les Premiers ministres mentionnés à la date du 8 septembre 2022, jour de la mort d'Élisabeth II, ont poursuivi leurs fonctions sous le règne de Charles III.

### Afrique du Sud
| No | Portrait         | Nom               | Mandat                            |
| -- | ---------------- | ----------------- | --------------------------------- |
| 1  |                  | Daniel Malan      | 6 février 1952 – 30 novembre 1954 |
| 2  |                  | Johannes Strijdom | 30 novembre 1954 – 24 août 1958   |
| 3  | Hendrik Verwoerd | Hendrik Verwoerd  | 24 août 1958 – 31 mai 1961        |

### Antigua-et-Barbuda
| No | Portrait | Nom             | Mandat                          |
| -- | -------- | --------------- | ------------------------------- |
| 1  |          | Vere Bird       | 1er novembre 1981 – 9 mars 1994 |
| 2  |          | Lester Bird     | 9 mars 1994 – 24 mars 2004      |
| 3  |          | Baldwin Spencer | 24 mars 2004 – 13 juin 2014     |
| 4  |          | Gaston Browne   | 13 juin 2014 – 8 septembre 2022 |

### Australie
| No   | Portrait | Nom              | Mandat                                |
| ---- | -------- | ---------------- | ------------------------------------- |
| 1    |          | Robert Menzies   | 6 février 1952 – 26 janvier 1966      |
| 2    |          | Harold Holt      | 26 janvier 1966 – 19 décembre 1967    |
| 3    |          | John McEwen      | 19 décembre 1967 – 10 janvier 1968    |
| 4    |          | John Gorton      | 10 janvier 1968 – 10 mars 1971        |
| 5    |          | William McMahon  | 10 mars 1971 – 5 décembre 1972        |
| 6    |          | Gough Whitlam    | 5 décembre 1972 – 11 novembre 1975    |
| 7    |          | Malcolm Fraser   | 11 novembre 1975 – 11 mars 1983       |
| 8    |          | Bob Hawke        | 11 mars 1983 – 20 décembre 1991       |
| 9    |          | Paul Keating     | 20 décembre 1991 – 11 mars 1996       |
| 10   |          | John Howard      | 11 mars 1996 – 3 décembre 2007        |
| 11   |          | Kevin Rudd       | 3 décembre 2007 – 24 juin 2010        |
| 12   |          | Julia Gillard    | 24 juin 2010 – 26 juin 2013           |
| (11) |          | Kevin Rudd       | 26 juin 2013 – 18 septembre 2013      |
| 13   |          | Tony Abbott      | 18 septembre 2013 – 15 septembre 2015 |
| 14   |          | Malcolm Turnbull | 15 septembre 2015 – 24 août 2018      |
| 15   |          | Scott Morrison   | 24 août 2018 – 23 mai 2022            |
| 16   |          | Anthony Albanese | 23 mai 2022 – 8 septembre 2022        |

### Bahamas
| No  | Portrait | Nom                       | Mandat                               |
| --- | -------- | ------------------------- | ------------------------------------ |
| 1   |          | Sir Lynden Oscar Pindling | 10 juillet 1973 – 21 août 1992       |
| 2   |          | Hubert Ingraham           | 21 août 1992 – 3 mai 2002            |
| 3   |          | Perry Christie            | 3 mai 2002 – 4 mai 2007              |
| (2) |          | Hubert Ingraham           | 4 mai 2007 – 8 mai 2012              |
| (3) |          | Perry Christie            | 8 mai 2012 – 11 mai 2017             |
| 4   |          | Hubert Minnis             | 11 mai 2017 – 17 septembre 2021      |
| 5   |          | Philip Davis              | 17 septembre 2021 – 8 septembre 2022 |

### Barbade
| No  | Portrait | Nom                     | Mandat                              |
| --- | -------- | ----------------------- | ----------------------------------- |
| 1   |          | Errol Barrow            | 18 novembre 1966 – 8 septembre 1976 |
| 2   |          | Tom Adams               | 8 septembre 1976 – 11 mars 1985     |
| 3   |          | Harold Bernard St. John | 11 mars 1985 – 29 mai 1986          |
| (1) |          | Errol Barrow            | 29 mai 1986 – 1er juin 1987         |
| 4   |          | Erskine Sandiford       | 1er juin 1987 – 6 septembre 1994    |
| 5   |          | Owen Arthur             | 6 septembre 1994 – 16 janvier 2008  |
| 6   |          | David Thompson          | 16 janvier 2008 – 23 octobre 2010   |
| 7   |          | Freundel Stuart         | 23 octobre 2010 – 25 mai 2018       |
| 8   |          | Mia Mottley             | 25 mai 2018 – 30 novembre 2021      |

### Belize
| No  | Portrait | Nom             | Mandat                               |
| --- | -------- | --------------- | ------------------------------------ |
| 1   |          | George Price    | 12 septembre 1981 – 17 décembre 1984 |
| 2   |          | Manuel Esquivel | 17 décembre 1984 - 7 septembre 1989  |
| (1) |          | George Price    | 7 septembre 1989 – 3 juillet 1993    |
| (2) |          | Manuel Esquivel | 3 juillet 1993 – 30 août 1998        |
| 3   |          | Said Musa       | 30 août 1998 – 8 février 2008        |
| 4   |          | Dean Barrow     | 8 février 2008 – 12 novembre 2020    |
| 5   |          | Johnny Briceño  | 12 novembre 2020 – 8 septembre 2022  |

### Canada
| No  | Portrait | Nom               | Mandat                             |
| --- | -------- | ----------------- | ---------------------------------- |
| 1   |          | Louis St-Laurent  | 6 février 1952 – 21 juin 1957      |
| 2   |          | John Diefenbaker  | 21 juin 1957 – 22 avril 1963       |
| 3   |          | Lester B. Pearson | 22 avril 1963 – 20 avril 1968      |
| 4   |          | Pierre Trudeau    | 20 avril 1968 – 4 juin 1979        |
| 5   |          | Joe Clark         | 4 juin 1979 – 3 mars 1980          |
| (4) |          | Pierre Trudeau    | 3 mars 1980 – 30 juin 1984         |
| 6   |          | John Turner       | 30 juin 1984 – 17 septembre 1984   |
| 7   |          | Brian Mulroney    | 17 septembre 1984 – 25 juin 1993   |
| 8   |          | Kim Campbell      | 25 juin 1993 – 4 novembre 1993     |
| 9   |          | Jean Chrétien     | 4 novembre 1993 – 12 décembre 2003 |
| 10  |          | Paul Martin       | 12 décembre 2003 – 6 février 2006  |
| 11  |          | Stephen Harper    | 6 février 2006 – 4 novembre 2015   |
| 12  |          | Justin Trudeau    | 4 novembre 2015 – 8 septembre 2022 |

### Ceylan(aujourd'huiSri Lanka)
| No  | Portrait | Nom                    | Mandat                            |
| --- | -------- | ---------------------- | --------------------------------- |
| 1   |          | Don Stephen Senanayake | 6 février 1952 – 22 mars 1952     |
| 2   |          | Dudley Senanayake      | 26 mars 1952 – 12 octobre 1953    |
| 3   |          | Sir John Kotelawala    | 12 octobre 1953 – 12 avril 1956   |
| 4   |          | Solomon Bandaranaike   | 12 avril 1956 – 26 septembre 1959 |
| 5   |          | Wijayananda Dahanayake | 26 septembre 1959 – 20 mars 1960  |
| (2) |          | Dudley Senanayake      | 21 mars 1960 – 21 juillet 1960    |
| 6   |          | Sirimavo Bandaranaike  | 21 juillet 1960 – 27 mars 1965    |
| (2) |          | Dudley Senanayake      | 27 mars 1965 – 29 mai 1970        |
| (6) |          | Sirimavo Bandaranaike  | 29 mai 1970 – 23 juillet 1977     |

### Fidji
| No | Portrait | Nom                    | Mandat                          |
| -- | -------- | ---------------------- | ------------------------------- |
| 1  |          | Ratu Sir Kamisese Mara | 10 octobre 1970 – 13 avril 1987 |
| 2  |          | Timoci Bavadra         | 13 avril 1987 – 14 mai 1987     |

### Gambie
| No | Portrait | Nom          | Mandat                         |
| -- | -------- | ------------ | ------------------------------ |
| 1  |          | Dawda Jawara | 6 mars 1965 – 1er juillet 1970 |

### Ghana
| No | Portrait | Nom           | Mandat                         |
| -- | -------- | ------------- | ------------------------------ |
| 1  |          | Kwame Nkrumah | 6 mars 1957 – 1er juillet 1960 |

### Grenade
| No  | Portrait | Nom                 | Mandat                                    |
| --- | -------- | ------------------- | ----------------------------------------- |
| 1   |          | Eric Gairy          | 7 février 1974 – 13 mars 1979             |
| 2   |          | Maurice Bishop      | 13 mars 1979 – 19 octobre 1983 (de facto) |
| 3   |          | Herbert Blaize      | 4 décembre 1984 – 19 décembre 1989        |
| 4   |          | Ben Jones           | 19 décembre 1989 – 16 mars 1990           |
| 5   |          | Nicholas Brathwaite | 16 mars 1990 – 1er février 1995           |
| 6   |          | George Brizan       | 1er février 1995 – 22 juin 1995           |
| 7   |          | Keith Mitchell      | 22 juin 1995 – 9 juillet 2008             |
| 8   |          | Tillman Thomas      | 9 juillet 2008 – 20 février 2013          |
| (7) |          | Keith Mitchell      | 20 février 2013 – 24 juin 2022            |
| 9   |          | Dickon Mitchell     | 24 juin 2022 – 8 septembre 2022           |

### Guyana
| No | Portrait | Nom            | Mandat                        |
| -- | -------- | -------------- | ----------------------------- |
| 1  |          | Forbes Burnham | 26 mai 1966 – 23 février 1970 |

### Jamaïque
| No  | Portrait | Nom                      | Mandat                              |
| --- | -------- | ------------------------ | ----------------------------------- |
| 1   |          | Sir Alexander Bustamante | 6 août 1962 – 23 février 1967       |
| 2   |          | Sir Donald Sangster      | 23 février 1967 – 11 avril 1967     |
| 3   |          | Hugh Shearer             | 11 avril 1967 – 2 mars 1972         |
| 4   |          | Michael Manley           | 2 mars 1972 – 1er novembre 1980     |
| 5   |          | Edward Seaga             | 1er novembre 1980 – 10 février 1989 |
| (4) |          | Michael Manley           | 10 février 1989 – 30 mars 1992      |
| 6   |          | Percival James Patterson | 30 mars 1992 – 30 mars 2006         |
| 7   |          | Portia Simpson-Miller    | 30 mars 2006 – 11 septembre 2007    |
| 8   |          | Bruce Golding            | 11 septembre 2007 – 23 octobre 2011 |
| 9   |          | Andrew Holness           | 23 octobre 2011 – 5 janvier 2012    |
| (7) |          | Portia Simpson-Miller    | 5 janvier 2012 – 3 mars 2016        |
| (9) |          | Andrew Holness           | 3 mars 2016 – 8 septembre 2022      |

### Kenya
| No | Portrait | Nom           | Mandat                              |
| -- | -------- | ------------- | ----------------------------------- |
| 1  |          | Jomo Kenyatta | 12 décembre 1963 – 12 décembre 1964 |

### Malawi
| No | Portrait | Nom                   | Mandat                          |
| -- | -------- | --------------------- | ------------------------------- |
| 1  |          | Hastings Kamuzu Banda | 6 juillet 1964 – 6 juillet 1966 |

### Malte
| No | Portrait | Nom                  | Mandat                           |
| -- | -------- | -------------------- | -------------------------------- |
| 1  |          | Giorgio Borg Olivier | 21 septembre 1964 – 21 juin 1971 |
| 2  |          | Dom Mintoff          | 21 juin 1971 – 22 décembre 1984  |

### Maurice
| No | Portrait | Nom                       | Mandat                          |
| -- | -------- | ------------------------- | ------------------------------- |
| 1  |          | Sir Seewoosagur Ramgoolam | 12 mars 1968 – 30 juin 1982     |
| 2  |          | Sir Anerood Jugnauth      | 30 juin 1982 – 15 décembre 1995 |

### Nigeria
| No | Portrait | Nom                    | Mandat                              |
| -- | -------- | ---------------------- | ----------------------------------- |
| 1  |          | Abubakar Tafawa Balewa | 1er octobre 1960 – 1er octobre 1963 |

### Nouvelle-Zélande
| No  | Portrait | Nom             | Mandat                               |
| --- | -------- | --------------- | ------------------------------------ |
| 1   |          | Sidney Holland  | 6 février 1952 – 20 septembre 1957   |
| 2   |          | Keith Holyoake  | 20 septembre 1957 – 12 décembre 1957 |
| 3   |          | Walter Nash     | 12 décembre 1957 – 12 décembre 1960  |
| (2) |          | Keith Holyoake  | 12 décembre 1960 – 7 février 1972    |
| 4   |          | Jack Marshall   | 7 février 1972 – 8 décembre 1972     |
| 5   |          | Norman Kirk     | 8 décembre 1972 – 31 août 1974       |
| 6   |          | Bill Rowling    | 6 septembre 1974 – 12 décembre 1975  |
| 7   |          | Robert Muldoon  | 12 décembre 1975 – 26 juillet 1984   |
| 8   |          | David Lange     | 26 juillet 1984 – 8 août 1989        |
| 9   |          | Geoffrey Palmer | 8 août 1989 – 4 septembre 1990       |
| 10  |          | Mike Moore      | 4 septembre 1990 – 2 novembre 1990   |
| 11  |          | Jim Bolger      | 2 novembre 1990 – 8 décembre 1997    |
| 12  |          | Jenny Shipley   | 8 décembre 1997 – 5 décembre 1999    |
| 13  |          | Helen Clark     | 5 décembre 1999 – 19 novembre 2008   |
| 14  |          | John Key        | 19 novembre 2008 – 12 décembre 2016  |
| 15  |          | Bill English    | 12 décembre 2016 – 26 octobre 2017   |
| 16  |          | Jacinda Ardern  | 26 octobre 2017 – 8 septembre 2022   |

### Ouganda
| No | Portrait | Nom          | Mandat                          |
| -- | -------- | ------------ | ------------------------------- |
| 1  |          | Milton Obote | 9 octobre 1962 – 9 octobre 1963 |

### Pakistan
| No | Portrait | Nom                    | Mandat                           |
| -- | -------- | ---------------------- | -------------------------------- |
| 1  |          | Sir Khawaja Nazimuddin | 6 février 1952 – 17 avril 1953   |
| 2  |          | Muhammad Ali Bogra     | 17 avril 1953 – 12 août 1955     |
| 3  |          | Chaudhry Muhammad Ali  | 12 août 1955 – 12 septembre 1956 |

### Papouasie-Nouvelle-Guinée
| No  | Portrait | Nom                   | Mandat                                                |
| --- | -------- | --------------------- | ----------------------------------------------------- |
| 1   |          | Sir Michael Somare    | 16 septembre 1975 – 11 mars 1980                      |
| 2   |          | Sir Julius Chan       | 11 mars 1980 – 2 août 1982                            |
| (1) |          | Sir Michael Somare    | 2 août 1982 – 21 novembre 1985                        |
| 3   |          | Paias Wingti          | 21 novembre 1985 – 4 juillet 1988                     |
| 4   |          | Rabbie Namaliu        | 4 juillet 1988 – 17 juillet 1992                      |
| (3) |          | Paias Wingti          | 17 juillet 1992 – 30 août 1994                        |
| (2) |          | Sir Julius Chan       | 30 août 1994 – 27 mars 1997                           |
| N/A |          | John Giheno (intérim) | 27 mars 1997 – 2 juin 1997                            |
| (2) |          | Sir Julius Chan       | 2 juin 1997 – 22 juillet 1997                         |
| 5   |          | Bill Skate            | 22 juillet 1997 – 14 juillet 1999                     |
| 6   |          | Sir Mekere Morauta    | 14 juillet 1999 – 5 août 2002                         |
| (1) |          | Sir Michael Somare    | 5 août 2002 – 2 août 2011 / 3 août 2012               |
| 7   |          | Peter O'Neill         | 5 août 2002 – 2 août 2011 / 3 août 2012 – 30 mai 2019 |
| 8   |          | James Marape          | 30 mai 2019 – 8 septembre 2022                        |

### Royaume-Uni
| No  | Portrait | Nom               | Mandat                              |
| --- | -------- | ----------------- | ----------------------------------- |
| 1   |          | Winston Churchill | 6 février 1952 – 7 avril 1955       |
| 2   |          | Anthony Eden      | 7 avril 1955 – 10 janvier 1957      |
| 3   |          | Harold Macmillan  | 10 janvier 1957 – 19 octobre 1963   |
| 4   |          | Alec Douglas-Home | 19 octobre 1963 – 16 octobre 1964   |
| 5   |          | Harold Wilson     | 16 octobre 1964 – 19 juin 1970      |
| 6   |          | Edward Heath      | 19 juin 1970 – 4 mars 1974          |
| (5) |          | Harold Wilson     | 4 mars 1974 – 5 avril 1976          |
| 7   |          | James Callaghan   | 5 avril 1976 – 4 mai 1979           |
| 8   |          | Margaret Thatcher | 4 mai 1979 – 28 novembre 1990       |
| 9   |          | John Major        | 28 novembre 1990 – 2 mai 1997       |
| 10  |          | Tony Blair        | 2 mai 1997 – 27 juin 2007           |
| 11  |          | Gordon Brown      | 27 juin 2007 – 11 mai 2010          |
| 12  |          | David Cameron     | 11 mai 2010 – 13 juillet 2016       |
| 13  |          | Theresa May       | 13 juillet 2016 – 24 juillet 2019   |
| 14  |          | Boris Johnson     | 24 juillet 2019 – 6 septembre 2022  |
| 15  |          | Liz Truss         | 6 septembre 2022 – 8 septembre 2022 |

### Saint-Christophe-et-Niévès
| No | Portrait | Nom                  | Mandat                             |
| -- | -------- | -------------------- | ---------------------------------- |
| 1  |          | Sir Kennedy Simmonds | 19 septembre 1983 – 7 juillet 1995 |
| 2  |          | Denzil Douglas       | 7 juillet 1995 – 18 février 2015   |
| 3  |          | Timothy Harris       | 18 février 2015 – 8 septembre 2022 |

### Sainte-Lucie
| No  | Portrait | Nom                       | Mandat                              |
| --- | -------- | ------------------------- | ----------------------------------- |
| 1   |          | Sir John Compton          | 22 février 1979 – 2 juillet 1979    |
| 2   |          | Allan Louisy              | 2 juillet 1979 – 4 mai 1981         |
| 3   |          | Winston Cenac             | 4 mai 1981 – 17 janvier 1982        |
| N/A |          | Michael Pilgrim (intérim) | 17 janvier 1982 – 3 mai 1982        |
| (1) |          | Sir John Compton          | 3 mai 1982 – 2 avril 1996           |
| 4   |          | Vaughan Lewis             | 2 avril 1996 – 24 mai 1997          |
| 5   |          | Kenny Anthony             | 24 mai 1997 – 15 décembre 2006      |
| 6   |          | Stephenson King           | 15 décembre 2006 – 30 novembre 2011 |
| (5) |          | Kenny Anthony             | 30 novembre 2011 – 7 juin 2016      |
| 7   |          | Allen Chastanet           | 7 juin 2016 – 28 juillet 2021       |
| 8   |          | Philip Pierre             | 28 juillet 2021 – 8 septembre 2022  |

### Saint-Vincent-et-les-Grenadines
| No | Portrait | Nom                           | Mandat                            |
| -- | -------- | ----------------------------- | --------------------------------- |
| 1  |          | Milton Cato                   | 27 octobre 1979 – 30 juillet 1984 |
| 2  |          | Sir James Fitz-Allen Mitchell | 30 juillet 1984 – 27 octobre 2000 |
| 3  |          | Arnhim Eustace                | 27 octobre 2000 – 29 mars 2001    |
| 4  |          | Ralph Gonsalves               | 29 mars 2001 – 8 septembre 2022   |

### Îles Salomon
| No  | Portrait | Nom                   | Mandat                               |
| --- | -------- | --------------------- | ------------------------------------ |
| 1   |          | Peter Kenilorea       | 7 juillet 1978 – 31 août 1981        |
| 2   |          | Solomon Mamaloni      | 31 août 1981 – 19 novembre 1984      |
| (1) |          | Peter Kenilorea       | 19 novembre 1984 – 1er décembre 1986 |
| 3   |          | Ezekiel Alebua        | 1er décembre 1986 – 28 mars 1989     |
| (2) |          | Solomon Mamaloni      | 28 mars 1989 – 18 juin 1993          |
| 4   |          | Francis Billy Hilly   | 18 juin 1993 – 7 novembre 1994       |
| (2) |          | Solomon Mamaloni      | 7 novembre 1994 – 27 août 1997       |
| 5   |          | Bartholomew Ulufa'alu | 27 août 1997 – 30 juin 2000          |
| 6   |          | Manasseh Sogavare     | 30 juin 2000 – 17 décembre 2001      |
| 7   |          | Sir Allan Kemakeza    | 17 décembre 2001 – 20 avril 2006     |
| 8   |          | Snyder Rini           | 20 avril 2006 – 4 mai 2006           |
| (6) |          | Manasseh Sogavare     | 4 mai 2006 – 20 décembre 2007        |
| 9   |          | Derek Sikua           | 20 décembre 2007 – 25 août 2010      |
| 10  |          | Danny Philip          | 25 août 2010 – 16 novembre 2011      |
| 11  |          | Gordon Darcy Lilo     | 16 novembre 2011 – 9 décembre 2014   |
| (6) |          | Manasseh Sogavare     | 9 décembre 2014 – 15 novembre 2017   |
| 12  |          | Rick Houenipwela      | 15 novembre 2017 – 24 avril 2019     |
| (6) |          | Manasseh Sogavare     | 24 avril 2019 – 8 septembre 2022     |

### Sierra Leone
| No | Portrait | Nom               | Mandat                        |
| -- | -------- | ----------------- | ----------------------------- |
| 1  |          | Sir Milton Margaï | 27 avril 1961 – 28 avril 1964 |
| 2  |          | Sir Albert Margai | 28 avril 1964 – 21 mars 1967  |
| 3  |          | Siaka Stevens     | 21 mars 1967 – 21 avril 1971  |

### Tanganyika
| No | Portrait | Nom            | Mandat                            |
| -- | -------- | -------------- | --------------------------------- |
| 1  |          | Julius Nyerere | 9 décembre 1961 – 22 janvier 1962 |
| 2  |          | Rashidi Kawawa | 22 janvier 1962 – 9 décembre 1962 |

### Trinité-et-Tobago
| No | Portrait | Nom           | Mandat                       |
| -- | -------- | ------------- | ---------------------------- |
| 1  |          | Eric Williams | 31 août 1962 – 1er août 1976 |

### Tuvalu
| No  | Portrait | Nom                            | Mandat                               |
| --- | -------- | ------------------------------ | ------------------------------------ |
| 1   |          | Toaripi Lauti                  | 1er octobre 1978 – 8 septembre 1981  |
| 2   |          | Tomasi Puapua                  | 8 septembre 1981 – 16 octobre 1989   |
| 3   |          | Bikenibeu Paeniu               | 16 octobre 1989 – 10 décembre 1993   |
| 4   |          | Kamuta Latasi                  | 10 décembre 1993 – 24 décembre 1996  |
| (3) |          | Bikenibeu Paeniu               | 24 décembre 1996 – 27 avril 1999     |
| 5   |          | Ionatana Ionatana              | 27 avril 1999 – 8 décembre 2000      |
| N/A |          | Lagitupu Tuilimu (par intérim) | 8 décembre 2000 – 24 février 2001    |
| 6   |          | Faimalaga Luka                 | 24 février 2001 – 14 décembre 2001   |
| 7   |          | Koloa Talake                   | 14 décembre 2001 – 24 août 2002      |
| 8   |          | Saufatu Sopoanga               | 24 août 2002 – 25 août 2004          |
| 9   |          | Maatia Toafa                   | 11 octobre 2004 – 14 août 2006       |
| 10  |          | Apisai Ielemia                 | 14 août 2006 – 29 septembre 2010     |
| (9) |          | Maatia Toafa                   | 29 septembre 2010 – 24 décembre 2010 |
| 11  |          | Willy Telavi                   | 24 décembre 2010 – 1er août 2013     |
| 12  |          | Enele Sopoaga                  | 1er août 2013 – 19 septembre 2019    |
| 13  |          | Kausea Natano                  | 19 septembre 2019 – 8 septembre 2022 |

## Royaume de Nouvelle-Zélande
Les Îles Cook et Niue sont en libre association avec la Nouvelle-Zélande. Ils ne sont pas membres du Commonwealth mais sont reconnus comme États souverains par les Nations unies. La Nouvelle-Zélande et ses États associés, ainsi que les Tokelau et la dépendance de Ross, forment le royaume de Nouvelle-Zélande.

### Îles Cook
| No  | Portrait | Nom                | Mandat                              |
| --- | -------- | ------------------ | ----------------------------------- |
| 1   |          | Albert Royle Henry | 4 août 1965 – 25 juillet 1978       |
| 2   |          | Tom Davis          | 25 juillet 1978 – 13 avril 1983     |
| 3   |          | Sir Geoffrey Henry | 13 avril 1983 – 16 novembre 1983    |
| (2) |          | Tom Davis          | 16 novembre 1983 – 29 juillet 1987  |
| 4   |          | Pupuke Robati      | 29 juillet 1987 – 1er février 1989  |
| (3) |          | Sir Geoffrey Henry | 1er février 1989 – 29 juillet 1999  |
| 5   |          | Joe Williams       | 29 juillet 1999 – 18 novembre 1999  |
| 6   |          | Sir Terepai Maoate | 18 novembre 1999 – 11 février 2002  |
| 7   |          | Robert Woonton     | 11 février 2002 – 11 décembre 2004  |
| 8   |          | Jim Marurai        | 11 décembre 2004 – 29 novembre 2010 |
| 9   |          | Henry Puna         | 29 novembre 2010 – 1er octobre 2020 |
| 10  |          | Mark Brown         | 1er octobre 2020 – 8 septembre 2022 |

### Niue
| No  | Portrait | Nom             | Mandat                             |
| --- | -------- | --------------- | ---------------------------------- |
| 1   |          | Sir Robert Rex  | 19 octobre 1974 – 12 décembre 1992 |
| 2   |          | Young Vivian    | 12 décembre 1992 – 9 mars 1993     |
| 3   |          | Frank Lui       | 9 mars 1993 – 26 mars 1999         |
| 4   |          | Sani Lakatani   | 26 mars 1999 – 1er mai 2002        |
| (2) |          | Young Vivian    | 1er mai 2002 – 19 juin 2008        |
| 5   |          | Sir Toke Talagi | 19 juin 2008 – 11 juin 2020        |
| 6   |          | Dalton Tagelagi | 11 juin 2020 – 8 septembre 2022    |

## Cas particuliers

### Grenade (1979-1983)
Maurice Bishop a exercé un contrôle de facto sur le gouvernement grenadien pendant la majeure partie de la période du Gouvernement révolutionnaire populaire (du 13 mars 1979 au 14 octobre 1983). Le 14 octobre 1983, Bernard Coard renverse Bishop, qui est fusillé cinq jours plus tard. Coard n'exerce le pouvoir que brièvement avant que le gouvernement militaire ne soit déclaré. Après l'invasion de la Grenade, le système prérévolutionnaire et la fonction de Premier ministre sont rétablis le 4 décembre 1984. Le site du gouvernement grenadien mentionne Bishop comme ancien Premier ministre, mais pas Coard ni aucune autre personne ayant exercé le pouvoir de facto ou de jure pendant cette période.

### Rhodésie (1965-1970)
Ian Smith était le Premier ministre de Rhodésie après la déclaration unilatérale d'indépendance du pays le 11 novembre 1965. Bien que le gouvernement ait considéré Élisabeth II comme reine de Rhodésie, elle n'a pas accepté ce titre. Agissant en sa qualité de vice-roi sous la direction du gouvernement britannique, le gouverneur de la Rhodésie du Sud, Sir Humphrey Gibbs (en), a démis le Premier ministre et son gouvernement, mais cette décision a été ignorée par Smith. L'État rhodésien n'est pas reconnu par le Royaume-Uni et la communauté internationale. À la suite d'un référendum, la Rhodésie se déclare république le 2 mars 1970. Smith reste au pouvoir pendant toute cette période.